# مسلمة بن القاسم القرطبي
مسلمة بن القاسم ابن إبراهيم المحدث الرحال أبو القاسم الأندلسي القرطبي، أحد علماء الحديث، توفي سنة ثلاث وخمسين وثلاثمائة هجرية .

## رأي الرواة فيه
كان أحد المكثرين من الرواية والحديث سمع الكثير بقرطبة ثم رحل إلى المشرق قبل العشرين وثلاث مِئَة فسمع بالقيروان وأطرابلس والإسكندرية وأقريطش ومصر والقلزم وجدة ومكة واليمن والبصرة وواسط والأبلة وبغداد والمدائن وبلاد الشام وجمع علما كثيرا ثم رجع إلى الأندلس فكف بصره.
أخبرني يحيى بن الهيثم- رجل صالح لقيته بقرطبة وكان يلزم مجلس أحمد بن محمد بن الجسور يحضر السماع عنده حسبة- قال: نام مسلمة بن قاسم ليلة في بيت المقدس وأبواب المسجد عليه مطبقة فاستيقظ في الليل فرأى مع نفسه أسدا عظيما راعه فسكن روعه وعاود نومه فلما أصبح سأل معبرا عنه فقال: ذاك جبريل أما إنه سيكف بصرك فبادر إلى بلدك قال: فكفت عينه الواحدة في البحر منصرفا وعمي بالأندلس وكان قوم بالأندلس يتحاملون عليه وربما كذبوه.
وسئل القاضي محمد بن أحمد بن يحيى بن مفرج عنه فقال: لم يكن كذابا ولكن كان ضعيف العقل.
وقال عبد الله بن يوسف الأزدي، يعني ابن الفرضي- كان مسلمة صاحب رقى ونيرنجانات وحفظ عليه كلام سوء في التشبيهات
قال ابن الفرضي لم يكن بثقه سمعت من ينسبة إلى الكذب وقال لي محمد بن أحمد بن يحيى بن مفرج لم يكن كذابابل كان ضعيف العقل قال وحفظ عليه كلام سوء في التشبيه وقال ابن الفرضي توفي سنة ثلاث وخمسين وثلاث مئة قلت اراه كان من أبناء الستين اهـ
قلت: ففيها قول الذهبي: لم يكن بثقة .
و قول ابن الفرضي: سمعت من ينسبه إلى الكذب.
و تعقيب ابن مفرج على هذا: لم يكن كذابابل كان ضعيف العقل.
و قال المالقي في تاريخه: فيه نظر.
و لم يحفظ فيه توثيق لإمام معتبر بقوله.